# DB Cargo

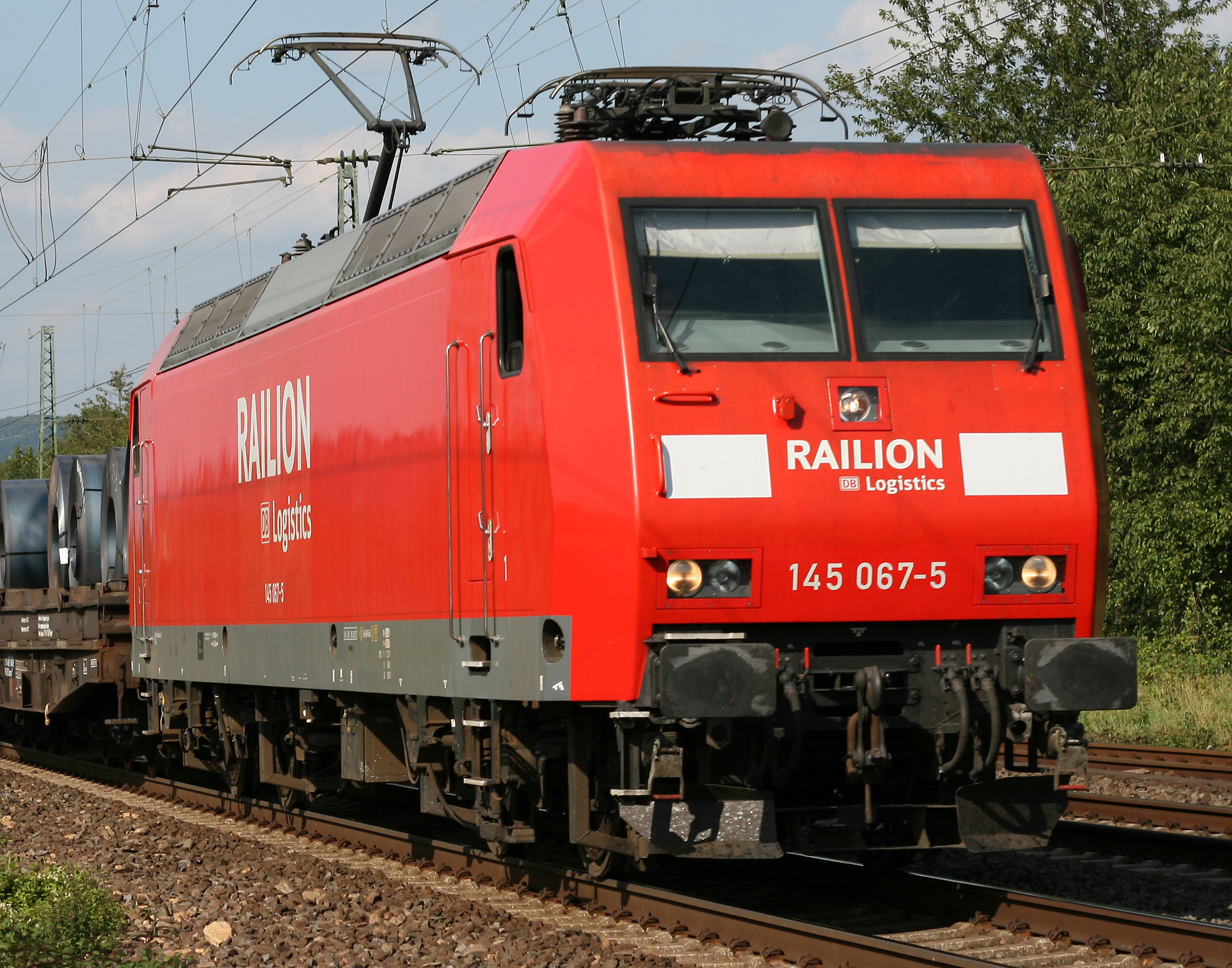
Lokomotiva řady 145 ještě se starším označením Railion

DB Cargo AG (do 1. března 2016 DB Schenker Rail AG, ještě dříve Railion) je německá společnost ze skupiny Deutsche Bahn (DB), které prostřednictvím svých dceřiných společností provozuje nákladní železniční dopravu v několika státech Evropy. Sídlí v Mohuči. 98 % akcií společnosti je v držení firmy DB Mobility Logistics AG.

## Provozní společnosti skupiny
Společnost vlastní železniční dopravce nebo jiné firmy z oblasti nákladní železniční dopravy, které vznikly buď vyčleněním z mateřské společnosti DB, zakládáním společných podniků v zahraničí (tj. mimo Německo) nebo byly do skupiny začleněny po odkoupení dané firmy od jiného vlastníka.
Do skupiny DB Cargo patří tito dopravci:

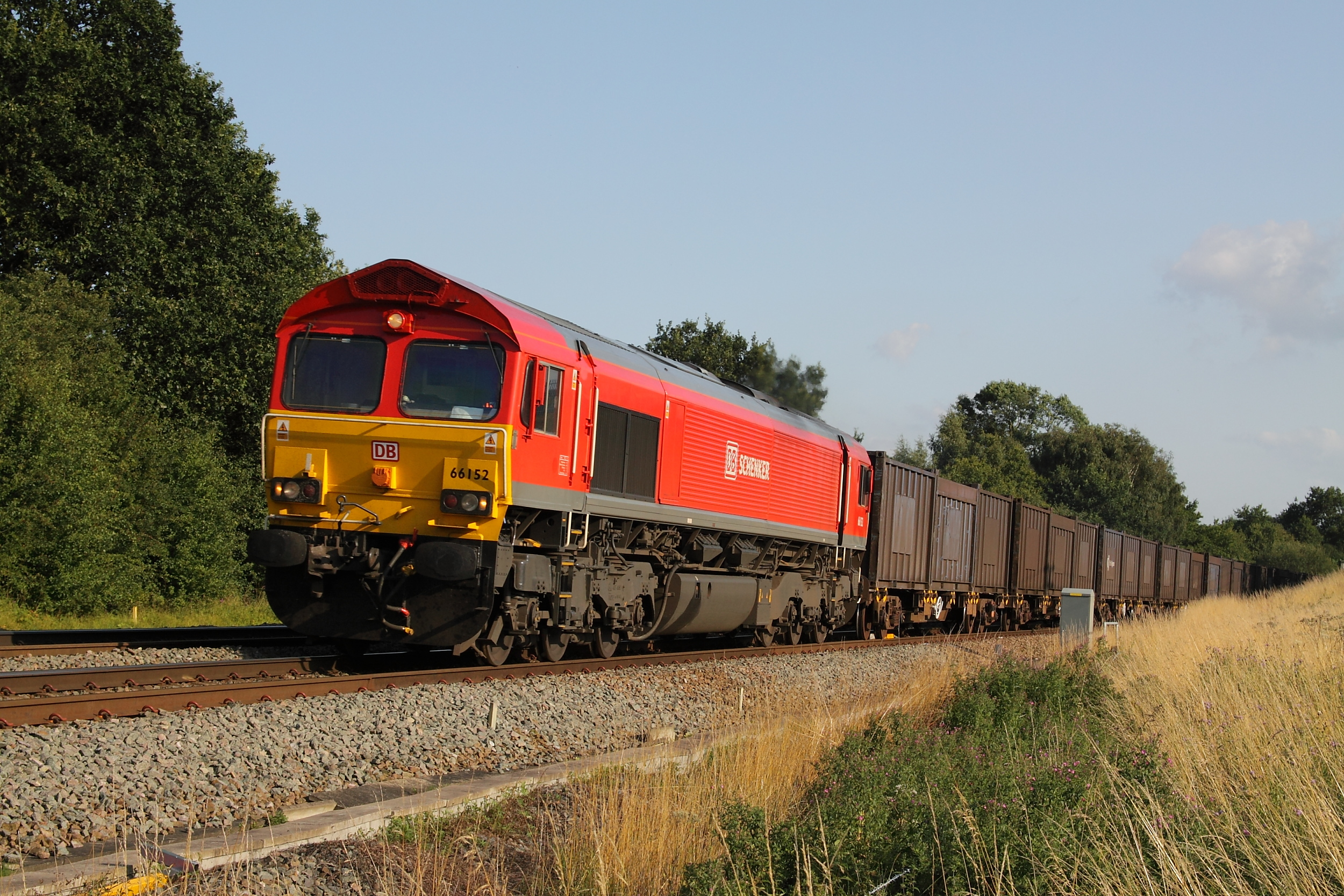
Nákladní vlak DB Schenker Rail (UK) s lokomotivou řady 66

- DB Cargo Czechia
- DB Cargo Nederland
- DB Cargo Belgium
- DB Cargo Scandinavia
- DB Cargo Polska
- DB Cargo Bulgaria
- DB Cargo Hungaria
- DB Cargo UK
- DB Cargo Italia
- DB Cargo Russija/DB Cargo Eurasia
- Transfesa
- DB Cargo Schweiz
- Deutsche Bahn Cargo Romania
- Euro Cargo Rail